# Harvey Keitel

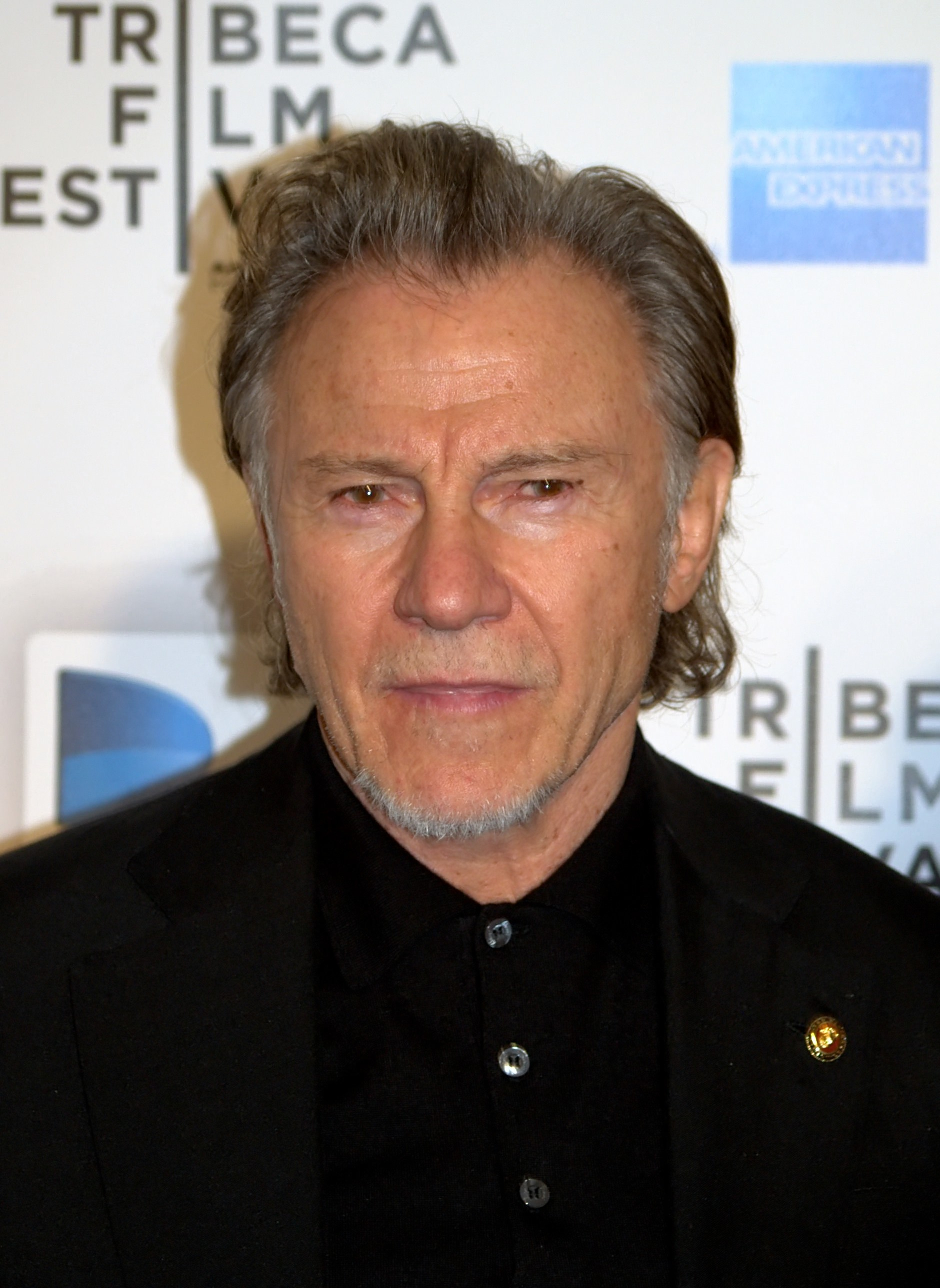
Keitel al Festival de Cinema de Tribeca el 2009

Harvey Johannes Keitel (Nova York, 13 de maig de 1939) és un actor estatunidenc que fou nominat als Premis Oscar de 1992 per la pel·lícula Bugsy.

## Biografia
Va néixer el 13 de maig de 1939 al barri novaiorquès de Brooklyn. Fill d'immigrants jueus d'origen polonès (pare) i romanès (mare), va tenir una infància turbulenta, arribant a ser expulsat del col·legi per absentisme. Als 17 anys es va allistar als Marines i va intervenir a la crisi del Líban de 1958. Segons les seves pròpies paraules, el pas per l'exèrcit va ser la seua primera «experiència espiritual», un trencament amb el microcosmos del barri i un mitjà per a afrontar les pròpies pors i conflictes.
Havent tornat a Nova York, va treballar venent sabates i com estenògraf judicial a Manhattan, fins que un company de feina li va aconsellar fer classes d'interpretació, entre altres motius per ajudar-lo a superar un greu problema de dislèxia que tenia des de la infància. Va ser així com va arribar al prestigiós Actors Studio on va tenir professors notables com ara Stella Adler i Lee Strasberg. Va treballar alguns anys al teatre, en obres menors, fins que va respondre a un anunci de la premsa al qual un jove director, Martin Scorsese, buscava actors per a la seva primera pel·lícula Who's that Knocking at my Door. Va ser triat immediatament de protagonista.
Posteriorment, va intervenir en alguns films del mateix director com ara Street Scenes, Mean Streets i Taxi Driver, en aquestes dues últimes compartint protagonisme amb el també debutant Robert de Niro. Uns anys més tard, la seva carrera va patir un revés quan va ser substituït per Martin Sheen al paper protagonista d'Apocalypse Now. A partir de llavors els papers importants van ser pocs i va intervenir en un gran nombre de pel·lícules de qualitat relativa. Aquesta situació va ser definida per l'actor com «humiliant» i va pensar fins i tot de deixar la professió.
A partir de llavors va treballar a Europa, arribant a col·laborar amb directors tan eminents com Bertrand Tavernier, Ettore Scola o Ridley Scott. Tot i el seu bon fer interpretatiu, no va ser fins ben entrada la maduresa, els anys 1990, quan va assolir un cert reconeixement i major popularitat obtenint alguns premis de la crítica i una nominació als Oscar, com a millor actor secundari a Bugsy.
Durant aquesta etapa ha intervingut en pel·lícules tan conegudes com Reservoir Dogs, El Piano, Thelma i Louise, Smoke o la controvertida i duríssima El tinent corrupte d'Abel Ferrara, que van marcar un abans i un després en la seva trajectòria. Encara que ha treballat en títols purament comercials, els seus millors treballs es mouen al terreny del cinema independent, del qual és un ferm defensor. El seu físic poderós l'ha ajudat a encarnar papers d'«home dur» en moltes de les seves pel·lícules, corrent el risc de ser encasellat. Amb tot, la seva versatilitat li ha permès fer personatges d'exquisida sensibilitat, com el de George Baines a El Piano, o d'una humanitat commovedora com el del protagonista de To Vlemma tu Odissea de Theo Angelópulos.
Keitel també és l'amo de la productora The Goatsingers amb la qual intenta donar sortida a projectes de joves directors pels quals aposta fermament. En l'àmbit personal, és una persona força compromesa amb els problemes socials (va ser vocal d'Unicef durant la Guerra de Bòsnia), és un apassionat de la lectura, especialment de la poesia i l'assaig, i un autèntic expert en cigars havans. Va estar unit sentimentalment a l'actriu Lorraine Bracco entre 1982 i 1993, amb qui va tenir una filla, Stella. Posteriorment va mantenir relacions amb algunes dones, entre elles l'actriu Andie MacDowell, fins que el 2001 es va casar amb l'actriu i directora israeliana Daphna Kastner amb qui té un fill de nom Roman. També és pare d'un altre fill, Hudson, d'una curta relació amb una ceramista de Califòrnia.

## Filmografia
Les seves pel·lícules més destacades són:
- Who's That Knocking at My Door - 1967
- Mean Streets - 1973
- The Virginia Hill Story - 1974
- Memory of Two Mondays - 1974
- Alícia ja no viu aquí (Alice Doesn't Live Here Anymore) - 1974
- That's the Way of the World - 1975
- Buffalo Bill and the Indians or Sitting Bull's History Lesson - 1976
- Mother, Jugs & Speed - 1976
- Taxi Driver - 1976
- Els duelistes (The Duellists) - 1977
- Benvingut a Los Angeles (Welcome to L.A.) - 1977
- Cadena de muntatge (Blue Collar) - 1978
- Fingers - 1978
- Jo, gran caçador (Eagle's Wing) - 1979
- Bad Timing - 1980
- Death Watch - 1980
- Saturn 3 - 1980
- La Nuit De Varennes - 1982
- The Border - 1982
- Exposed - 1983
- Une pierre dans la bouche - 1983
- Copkiller - 1983
- Exposed - 1983
- La bella Otero - 1984
- Nemo - 1984
- Falling in Love - 1984
- El Caballero del dragón - 1985
- Baciami strega - 1985
- Secrets indiscrets (The Men's Club) - 1986
- Wise Guys - 1986
- Complicato intrigo di donne, vicoli e delitti, Un - 1986
- Off Beat - 1986
- Blindside - 1986
- La Sposa americana  - 1986
- The Inquiry  - 1987
- The Pick-Up Artist  - 1987
- The Last Temptation of Christ  - 1988
- Two Evil Eyes  - 1990
- The Two Jakes  - 1990
- Bugsy  - 1991
- Pensaments mortals (Mortal Thoughts)  - 1991
- Thelma i Louise (Thelma & Louise)- 1991
- El tinent corrupte ((Bad Lieutenant) - 1992
- Reservoir Dogs  - 1992
- Sister Act - 1992
- Joc perillós (Dangerous Game) - 1993
- El piano (The Piano) - 1993
- L'assassina (Point of No Return) - 1993
- Sol naixent (Rising Sun) - 1993
- The Young Americans - 1993
- To Love - 1994
- Delictes imaginaris (Imaginary crimes) - 1994
- Un lladre de quatre mans (Monkey Trouble) - 1994
- Pulp Fiction  - 1994
- Blue in the Face - 1995
- Clockers - 1995
- Smoke  - 1995
- Get Shorty - 1995
- Ulysses' Gaze - 1995
- Obert fins a la matinada (From Dusk Till Dawn) - 1996
- Només es viu una vegada (Head Above Water) - 1996
- Comptes pendents (City of Industry) - 1997
- Cop Land  - 1997
- Fairy Tale: A True Story  - 1997
- Mio West, Il  - 1998
- Finding Graceland  - 1998
- Lulu on the Bridge  - 1998
- Shadrach - 1998
- Presence of Mind - 1999
- Holy Smoke - 1999
- Three Seasons - 1999
- Little Nicky - 2000
- Prince of Central Park - 2000
- U-571 - 2000
- Fail Safe - 2000
- La zona grisa (The Grey Zone) - 2001
- Prendre partit (Taking Sides) - 2001
- Viper - 2001
- Nailed - 2001
- Beeper - 2002
- Red Dragon - 2002
- El misteri de Ginostra (Ginostra)  - 2002
- Nowhere  - 2002
- Dreaming of Julia  - 2003
- Who Killed the Idea?  - 2003
- The Galindez File  - 2003
- Crime Spree  - 2003
- Puerto Vallarta Squeeze  - 2003
- The Bridge of San Luis Rey  - 2004
- National Treasure  - 2004
- The Shadow Dancer  - 2005
- Be Cool  - 2005
- One Last Dance  - 2005
- A Crime - 2006
- Il mercante di pietre - 2006
- Arthur and the Minimoys - 2006
- My Sexiest Year - 2007
- The Ministers - 2008
- National Treasure: Book of Secrets - 2009
- Maleïts malparits (Inglourious Basterds) - 2009
- Wrong Turn at Tahoe - 2009
- A Beginner's Guide to Endings - 2010
- Little Fockers - 2010
- The Last Godfather - 2010
- Moonrise Kingdom - 2012
- A Farewell to Fools - 2013
- The Power Inside - 2013
- The Congress - 2014
- Gandhi of the Month - 2014
- Two Men in Town - 2014
- The Grand Budapest Hotel - 2014
- Rio, I Love You - 2014
- Youth - 2015
- The Ridiculous 6 - 2016
- Chosen - 2016
- The Comedian - 2016
- Madame - 2017
- Lies We Tell - 2017
- Isle of Dogs - 2018
- The Last Man- 2018
- See You Soon- 2018
- First We Take Brooklyn - 2018
- The Last Man - 2018: Noe
- Esau - 2019: Abraham
- See You Soon - 2019: Billy
- The Painted Bird - 2019: Sacerdot
- The Irishman - 2019: Angelo Bruno